# CSMA/CD
CSMA/CD (Carrier Sense Multiple Access with Collision Detection — множественный доступ с прослушиванием несущей частоты и обнаружением коллизий) — технология (IEEE 802.3) множественного доступа к общей передающей среде в локальной компьютерной сети с контролем коллизий. CSMA/CD относится к децентрализованным случайным (точнее, квазислучайным) методам. Он используется как в обычных сетях типа Ethernet, так и в высокоскоростных сетях (Fast Ethernet, Gigabit Ethernet).
Так же называют сетевой протокол, в котором используется схема CSMA/CD. Протокол CSMA/CD работает на канальном уровне в модели OSI.
Характеристики и области применения этих популярных на практике сетей связаны именно с особенностями используемого метода доступа.
CSMA/CD является модификацией «чистого» Carrier Sense Multiple Access (CSMA).

## Технология доступа
Если во время передачи кадра рабочая станция обнаруживает другой сигнал, занимающий передающую среду, она останавливает передачу, посылает сигнал преднамеренной помехи и ждёт в течение случайного промежутка времени (известного как «backoff delay» и находимого с помощью экспоненциального двоичного алгоритма выдержки), перед тем как снова отправить кадр.
Обнаружение коллизий используется для улучшения производительности CSMA с помощью прерывания передачи сразу после обнаружения коллизии и снижения вероятности второй коллизии во время повторной передачи.

## Обнаружение коллизий
Методы обнаружения коллизий зависят от используемого оборудования, но на электрических шинах, таких как Ethernet, коллизии могут быть обнаружены сравнением передаваемой и получаемой информации. Если она различается, то другая передача накладывается на текущую (возникла коллизия) и передача прерывается немедленно. Посылается сигнал преднамеренной помехи, что вызывает задержку передачи всех передатчиков на произвольный интервал времени, снижая вероятность коллизии во время повторной попытки.
Ethernet является классическим примером протокола CSMA/CD.

## Сигнал преднамеренной помехи
Сигнал преднамеренной помехи (англ. jam signal) в телекоммуникациях — сигнал с битовым шаблоном, отправленным станцией, чтобы информировать остальные станции о том, что они не должны осуществлять передачу.
Замечания:
1. В carrier sense multiple access with collision detection (CSMA/CD) сетях jam signal обозначает возникновение коллизии.
2. В carrier sense multiple access with collision avoidance (CSMA/CA) сетях jam signal обозначает намерение станции начать передачу.
3. Не надо путать сигнал преднамеренной помехи с электронными помехами.